# Geoffrey Cox
Sir Charles Geoffrey Cox Consejero de la reina (nacido el 30 de abril de 1960) es un político británico y abogado que en la actualidad es fiscal general desde el 9 de julio de 2018 en los gobiernos de Theresa May y Boris Johnson. Miembro del Partido Conservador, ha sido miembro de parlamento (MP) por Torridge and West Devon desde las elecciones generales de 2005. Había trabajado como abogado desde 1982 y se lo nombró Consejero de la reina en 2003. Anteriormente fue el MP que ganó más dinero.
Además de su trabajo como diputado, es abogado de varias empresas y gana alrededor de un millón de libras al año con esta actividad.